# هنري أندروود
هنري أندروود (بالإنجليزية: Henry Underwood)‏ هو سياسي أسترالي، ولد في 31 ديسمبر 1863 في أستراليا، وتوفي في 8 أكتوبر 1945 في نفس البلد. حزبياً، نشط في حزب العمال الأسترالي. وقد انتخب عضو الجمعية التشريعية لأستراليا الغربية.